# ダルテパリン
ダルテパリン（Dalteparin）は、低分子量ヘパリンの1つである。他の低分子量ヘパリン同様、深部静脈血栓症および肺塞栓症の予防および治療に用いられる。商品名フラグミン。

## 概要
ダルテパリンは、ブタの小腸を原料とする、生物由来の医薬品である。分子中に繰り返し構造を持っており、ここの繰り返し回数が異なっているために、分子量が一定ではない。つまり、ダルテパリンは混合物である。ただし、平均分子量は先発品では5,000（90%が分子量2,000～9,000の範囲に分布）に管理されている。後発品では平均分子量は4,400から5,600程度とされ、範囲が管理されていない品目が多い等。
なお、2003年に公表されたCLOT臨床試験では、悪性急性の静脈血栓塞栓症患者の血栓形成減少についてワルファリンよりも有効であることが示された。ダルテパリンの血栓予防効果は非低分子ヘパリンと比較して勝らない。

## 効能・効果
- 血液体外循環時の灌流血液の凝固防止（血液透析）
- 汎発性血管内血液凝固症（DIC）

## 副作用
重大な副作用としては、ショック・アナフィラキシー様症状、出血（頭蓋内出血（0.08%）、消化管出血（0.27%）、後腹膜出血等）（0.85%）、血小板減少（0.01%）、血栓症が記載されている。（頻度未記載は頻度不明）

## 投与方法
ダルテパリンは静脈注射によって投与するわけだが、その際に、例えば抗ヒスタミン剤と混合すると沈殿を生ずる場合があるなど、配合変化が起きることがあるため、他剤とは混合せずに投与すべきである。また、本剤を使用する時、出血性病変や出血傾向の有無によって投与量を変更するのが普通である（無論、出血性病変や出血傾向がある者には、投与量を少な目にする。詳しくは出典を参照のこと）。さらに、妊婦や妊娠している可能性のある女性への投与は禁忌であり、高度な出血症状がある場合も原則として投与してはならない。

## 薬物動態
ヘパリンは腎臓から排泄されるが、ダルテパリンは腎機能が低下している場合でも血中濃度が上昇しない。